# Araeomorpha
Araeomorpha is een geslacht van vlinders van de familie van de grasmotten (Crambidae), uit de onderfamilie van de Acentropinae. De wetenschappelijke naam en de beschrijving van dit geslacht zijn voor het eerst gepubliceerd in 1908 door Alfred Jefferis Turner. De soorten van dit geslacht komen voor in Australië.

## Soorten
- A. diplopa (Lower, 1903)
- A. limnophila Turner, 1937